# Зюзник высокий
Зю́зник высо́кий (лат. Lycópus exaltátus) — вид цветковых растений рода Зюзник (Lycopus) семейства Яснотковые (Lamiaceae).

## Ботаническое описание
Многолетнее вечнозелёное травянистое растение высотой 90—160 см. Внешний вид схож с таковым у зюзника европейского (Lycopus europaeus). Стебли голые или опушённые. Листья глубокорассечённые, шершавые с обеих сторон.
Цветение с июля по сентябрь. Белые цветки 3—4 мм длиной. Зубцы чашечки не имеют острых завершений и по длине равны трубке венчика.
Плоды — орешки, по длине почти равны чашечке.
Опыление насекомыми (энтомофилия).

## Распространение и местообитание
Обитает в Западной Азии и Европе. Хотя в Центральной Европе зюзник высокий находится на грани вымирания, а в некоторых регионах — даже исчез, он нередко встречается в Восточной Европе, а также Башкирии, Казахстане и Украине.
Зюзник высокий произрастает в полутени на влажных, богатых азотом почвах.

## Синонимика
- Lycopus europaeus var. exaltatus (L.f.) Lej.
- Lycopus europaeus var. exaltatus (L. f.) Hook. f.
- Lycopus europaeus var. laciniatus Nyman
- Lycopus exaltatus var. ovatus Benth.
- Lycopus italicus L. ex B.D.Jacks., nom. inval.
- Lycopus laciniatus Rouy, nom. illeg.
- Lycopus pinnatifidus Pall., nom. inval.[1]